# Corneni, Cluj
Corneni (până în 1925 Șintereag sau Șintereguț; maghiară Szilkerék) este un sat în comuna Aluniș din județul Cluj, Transilvania, România.

## Istoric

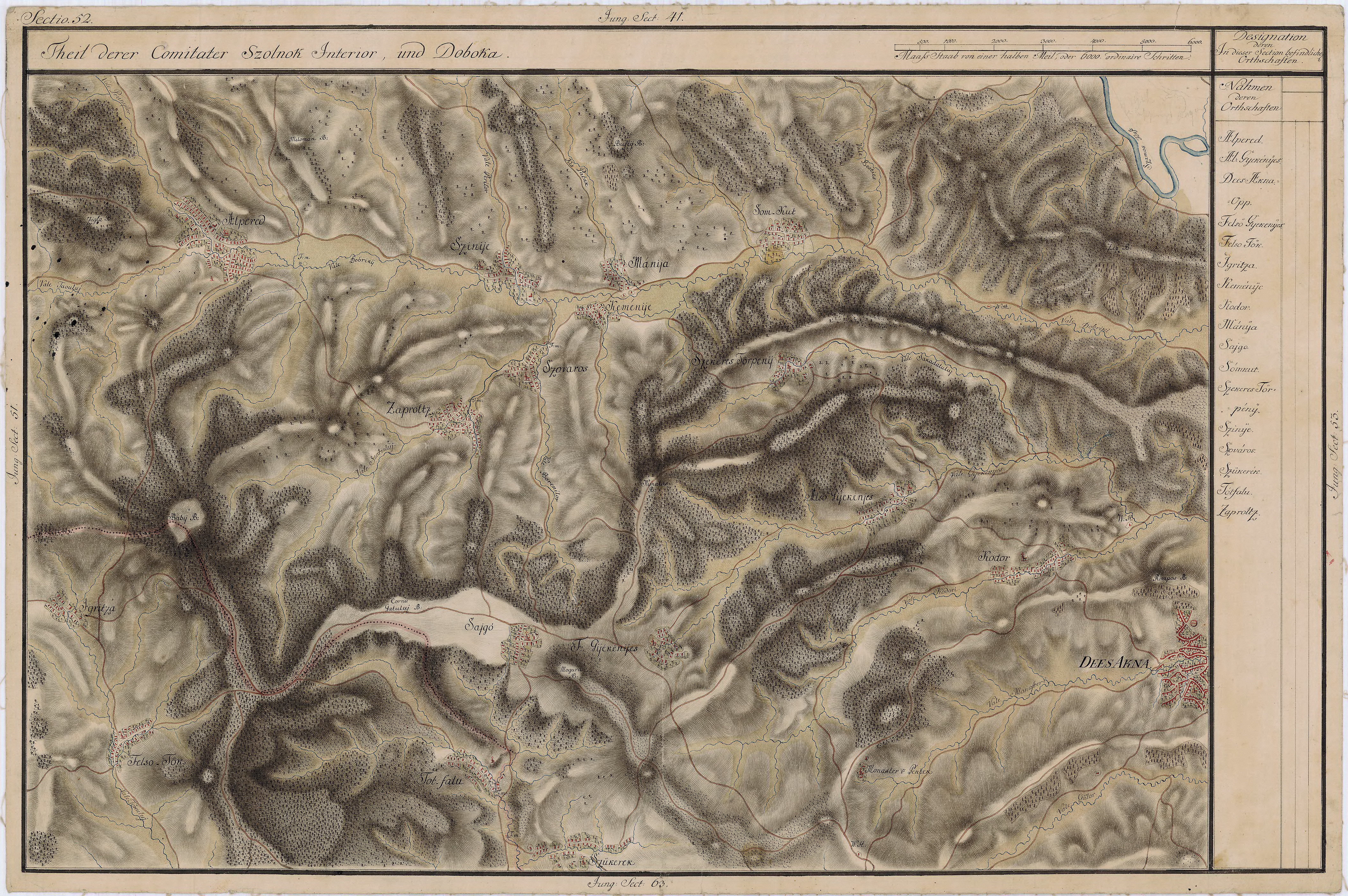
Corneni în Harta Iosefină a Transilvaniei, 1769-73

Satul a aparținut în Evul Mediu domeniului latifundiar al familiei nobiliare maghiare Kendi. După 1600 au fost colonizate aici numeroase familii de români.
Comunitatea reformată-calvină s-a dizolvat în secolul al XIX-lea, din lipsă de credincioși.
Localitatea Corneni  este situată  în partea centrală a  județului Cluj, la  aprox. 50 km. față de municipiul Cluj-Napoca. Pentru a ajunge la Corneni parcurgem șoseaua Cluj-Dej până la Iclod și imediat ce trecem podul de peste Valea Mărului virăm la stânga și trecând prin Aluniș ajungem la Corneni. Distanța de la Iclod la Corneni este de 14 km.
Satul Corneni este situat într-o mică depresiune, înconjurată din trei părți de dealuri, în forma unei potcoave cu deschidere spre vest, pe unde intră în sat și singurul drum accesibil pentru mașini. Corneniul se invecinează cu: -la est: Fânațe și Pintic, -la nord: Jichișul de Sus, -la vest: Șigău și Vale, -la sud: Aluniș. La 12 km  spre vest se poate vedea dealul Bobâlna. Cele mai apropiate orașe, la care  locuitorii din Corneni mergeau pe jos peste dealuri până prin 1970, sunt Gherla și Dej.
Localitatea Corneni este  cea mai veche din comuna Aluniș și este atestată documentar sub diferite denumiri: vila (satul) Scil –1219, Szukerek-1273, Zilkerek -1440, Șintereag -1854, Corneni -1925. Aceste denumiri le-am găsit în diferite lucrări: Coriolan Suciu „Dicționar istoric al localităților din Transilvania”, „Documente privind Istoria României”, V.Drăganu „Toponimie și istorie”,  I.Kadar „Monografia comitatului Solnoc-Dăbâca” și în Șematismele diecezei greco-catolice de Cluj-Gherla. Denumirea Corneni provine de la pădurea de corni din apropiere. Corneniul este bine cunoscut în zonă mai ales prin castelul care a fost complet renovat după anul 2000. Documentele pomenesc diferiți nobili, proprietari de pământuri, care îndeplineau diferite dregătorii în voievodatul Transilvaniei. De exemplu, în 1219 dregătorul Adrian din Corneni a fost trimis la Oradea cu un grup de oameni din Dăbâca pentru proba fierului roșu. În 1492 dregătorul Andrei a interzis fraților Grigore și Nicolae din Beclean să vândă unele moșii domnitorului Moldovei Ștefan cel Mare. În 1615 principele Gabriel Bethlen a donat o proprietate din Corneni lui Andrei din [Pruneni, Cluj|Silivaș]] (Pruneni).
Între 1703-1711 a avut loc o răscoală împotriva stăpânirii austriece sub conducerea lui Francisc Rakoczi al-II-lea. Armata austriacă a trecut la represalii și a dat foc mai multor localități între care și Corneniul. Așa explică istoricul Kadar Iosif scăderea numărului maghiarilor din Corneni  și creșterea numărului românilor. Dar la răscoală au participat și români, iar pe de altă parte în Corneni au existat români și înainte de aceste evenimente, dovadă e faptul că parohia din Corneni a trecut în anul 1700 la biserica greco-catolică. De asemenea, trebuie spus că și în secolele XVIII-XIX, majoritatea proprietarilor din Corneni erau maghiari, dar numărul lor a scăzut treptat. În 1866 proprietari cu titlu nobiliar erau: Inczedi Iuliana, Bokros Layos, Bolog Gheorghe, Baki Sandor, 6 proprietari din familia Bob și câte unul din familiile: Cerghi, Tecar și Todor. Despre ultimii trei știm sigur că erau români, dar numele erau maghiarizate, pentru că aveau titlu de nobil.
În sec.XIX cea mai bogată familie  din Corneni era fam. Intzedi  Iuliana. Această familie provenea din Dalmația și s-a stabilit în sec XVII în Transilvania. În sec. XVIII un membru al familiei, Inczedi Gyorgy, a primit din partea principelui Transilvaniei o moșie în Corneni. În anul 1898 Bokros Lajos moștenește averea  deținută de Intzedi Iuliana, aprox. 700 ha și construiește  castelul, care va reveni în 1903 prin căsătorie avocatului Schilling Rudolf. Pe fațada principală a castelului se află o lespede de piatră cu o inscripție și cu blazoanele familiilor Intzedi și Wass. Anul 1774 menționat în inscripție se referă  la o construcție mai veche de la care a fost preluată respectiva lespede de piatră și reutilizată la construirea castelului. Actualul castel a fost construit în jurul anului 1900. În timpul regimului comunist în castel a funcționat școala și sediul CAP-ului.
Datorită colectivizării multi tineri au plecat la oraș si numărul locuitorilor a scăzut drastic. În 1956 erau 514 locuitori în Corneni, în 2006 mai erau doar aprox. 160. În 1990 colectivul s-a desființat, dar cei plecați nu s-au mai întors.
Prima biserică greco-catolică s-a construit în Corneni în anul 1730 în locul numit Pe Dâmb. Era o biserică mică din lemn care s-a menținut până în anul 1906 când s-a edificat o nouă biserică pe locul celei actuale. Biserica care se află în prezent în centrul satului a fost construiută în 1976 și este o biserică ortodoxă. Ca preot cel mai mult a servit la Corneni Cerghi Ioan, timp de 42 ani între 1844-1886. În secolul XX un strănepot al său, Cerghi Teodor, a fost preot la Corneni timp de 20 ani. În prezent, preot în Corneni este părintele Dobocan Petru.
Școala s-a înființat după 1860. Era o școală confesională care funcționa în casa parohială sau într-o cameră închiriată de la un țăran din sat. În 1936 s-a construit școala din centrul satului. După 1950 școala a funcționat în castel. În anul 2004 școala s-a desființat din lipsă de elevi.

## Personalități
Demetriu Coroianu, memorandist . A fost preot greco-catolic și a ocupat funcții în ierarhia înaltă bisericească. Informația este cuprinsă în cartea preotului greco-catolic Victor Bujor "Canonicii Diecezei gr.cat. de Gherla 1857-1937. Biografii cu un scurt istoric al înființării Episcopiei și Capitolului catedral din Gherla și 26 reproduceri fotografice, Cluj 1937". 

## Obiective turistice
- Conacul Schilling

## Galerie de imagini

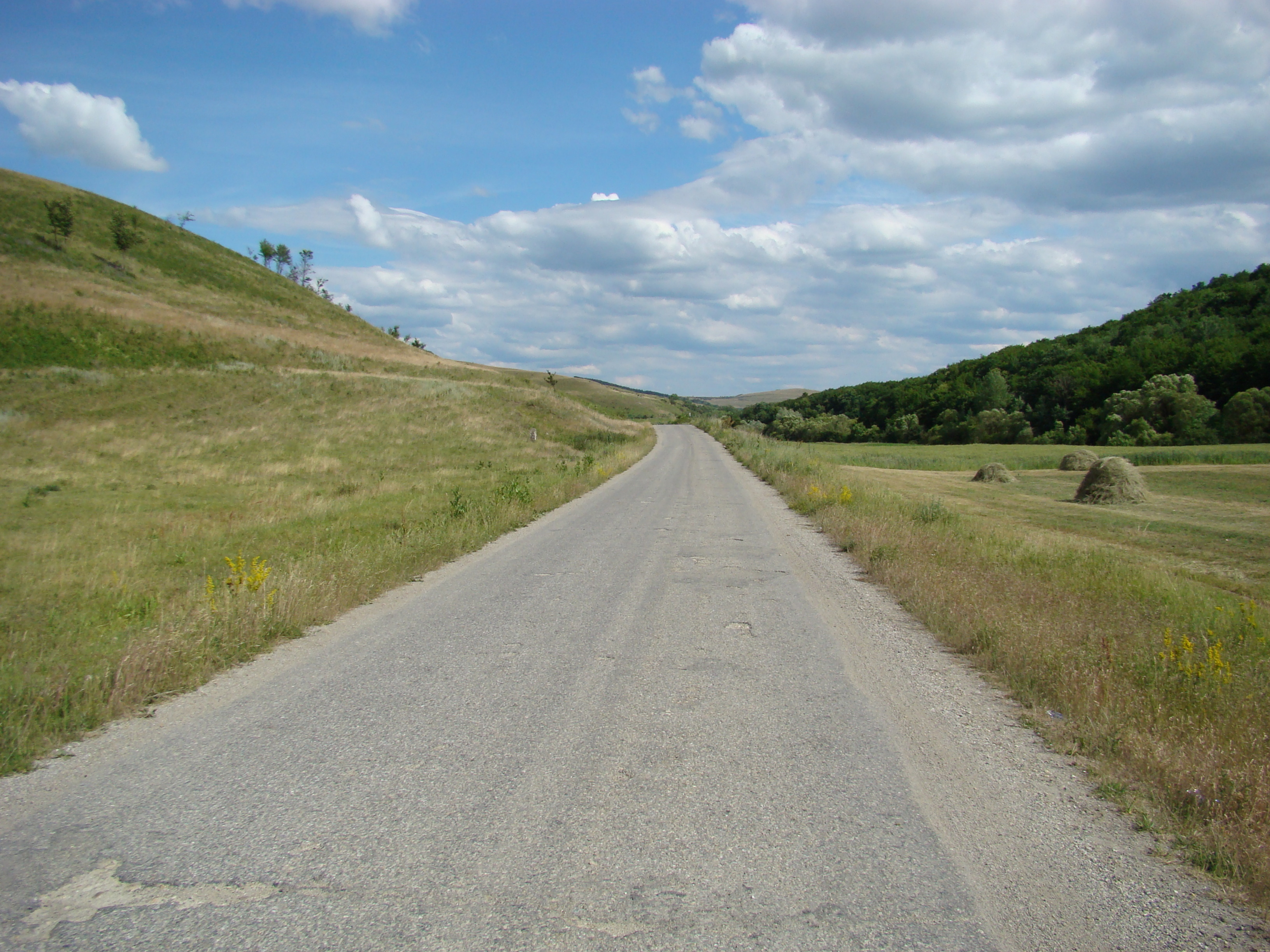
Drumul Aluniș-Corneni
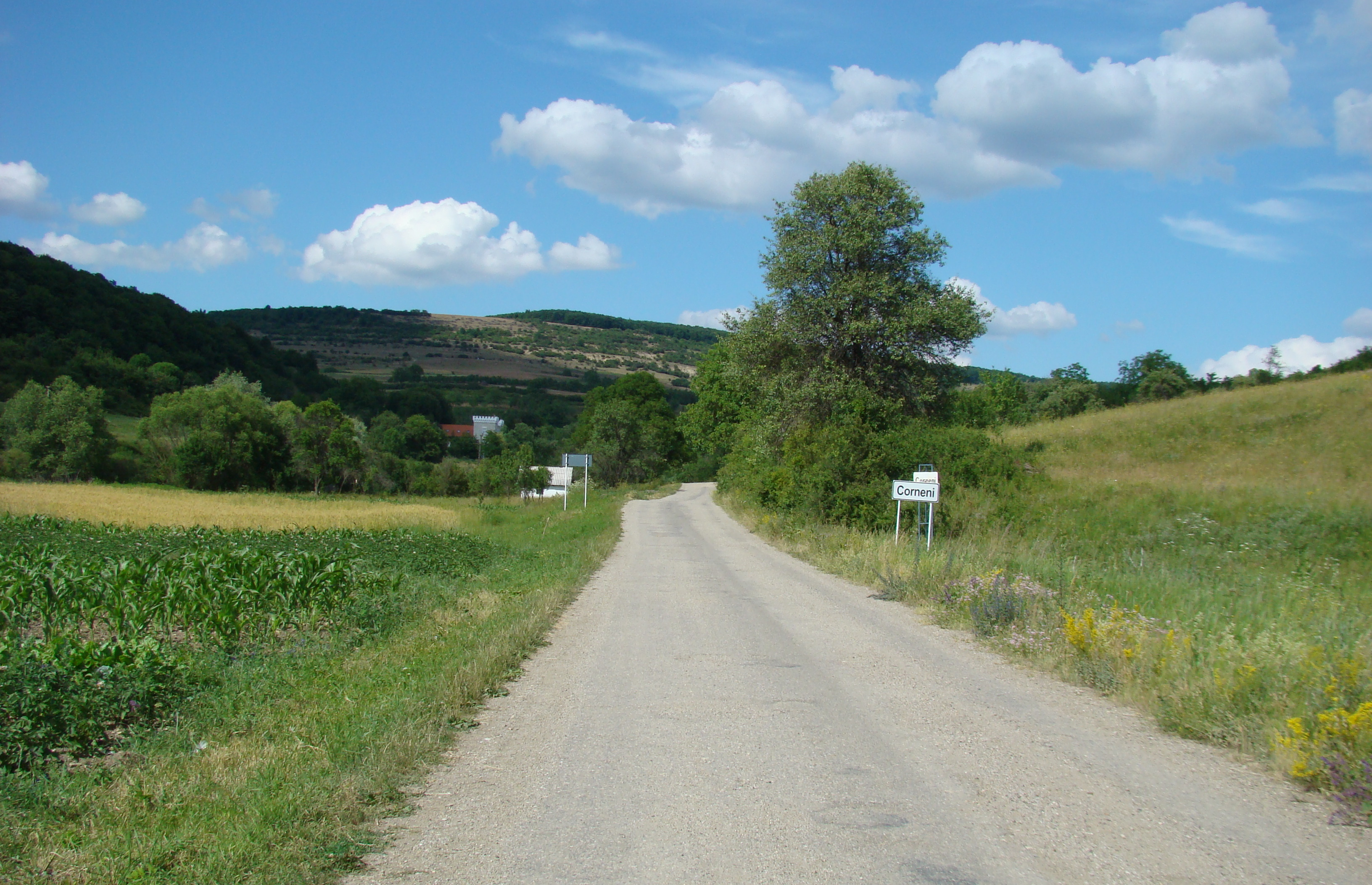
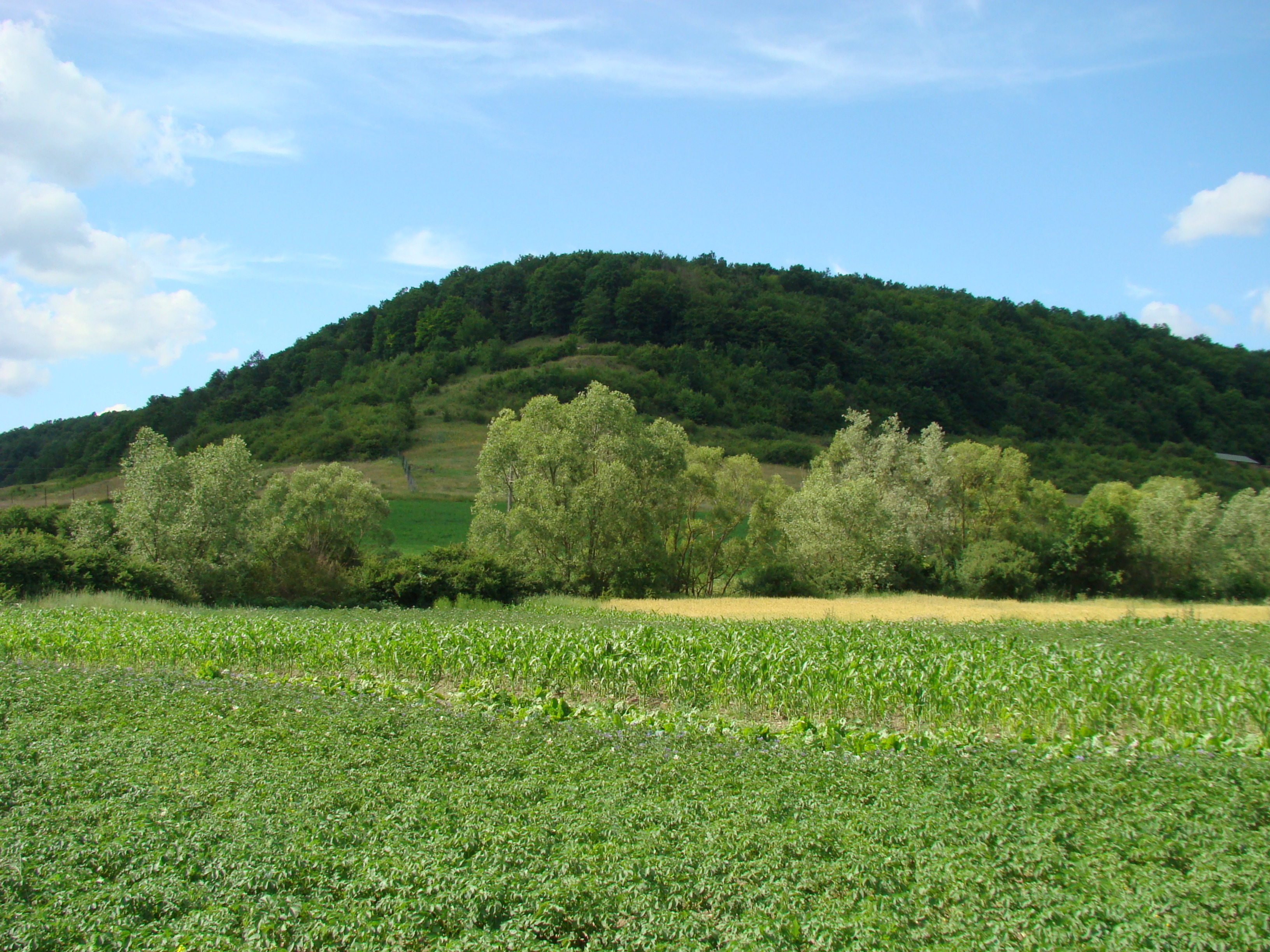
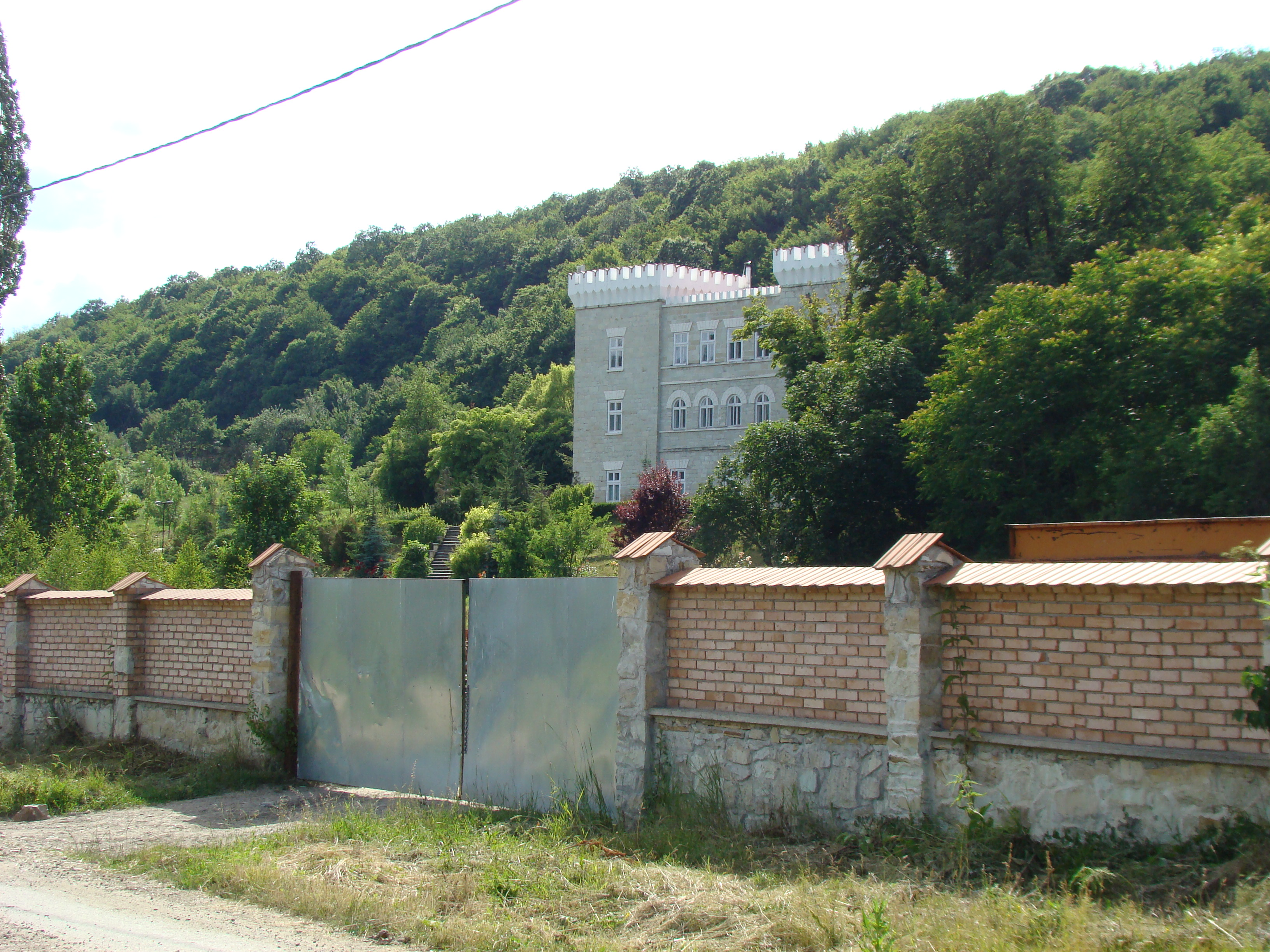
Conacul Schirling
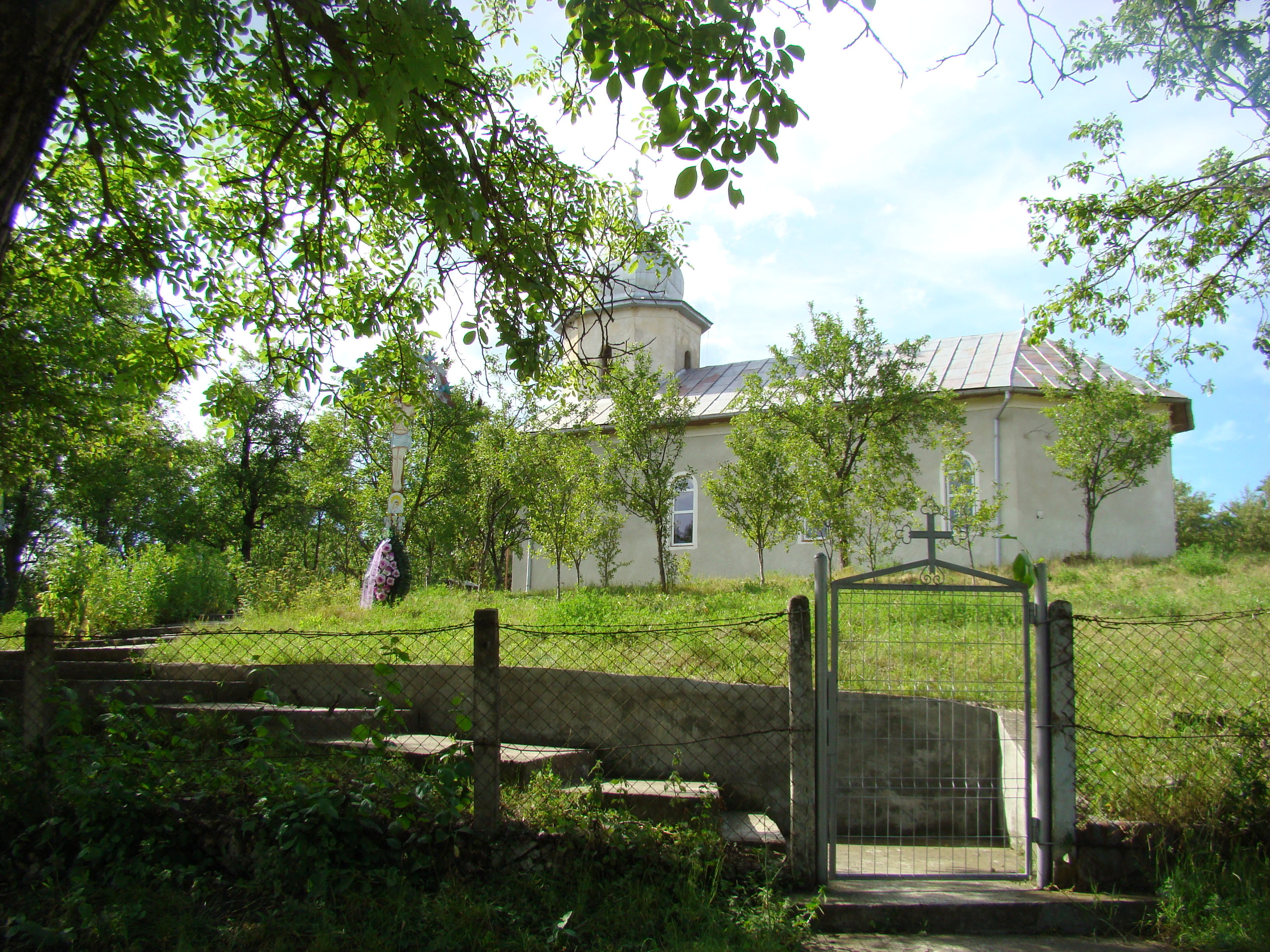
Biserica ortodoxă, singurul lăcaș de cult din sat
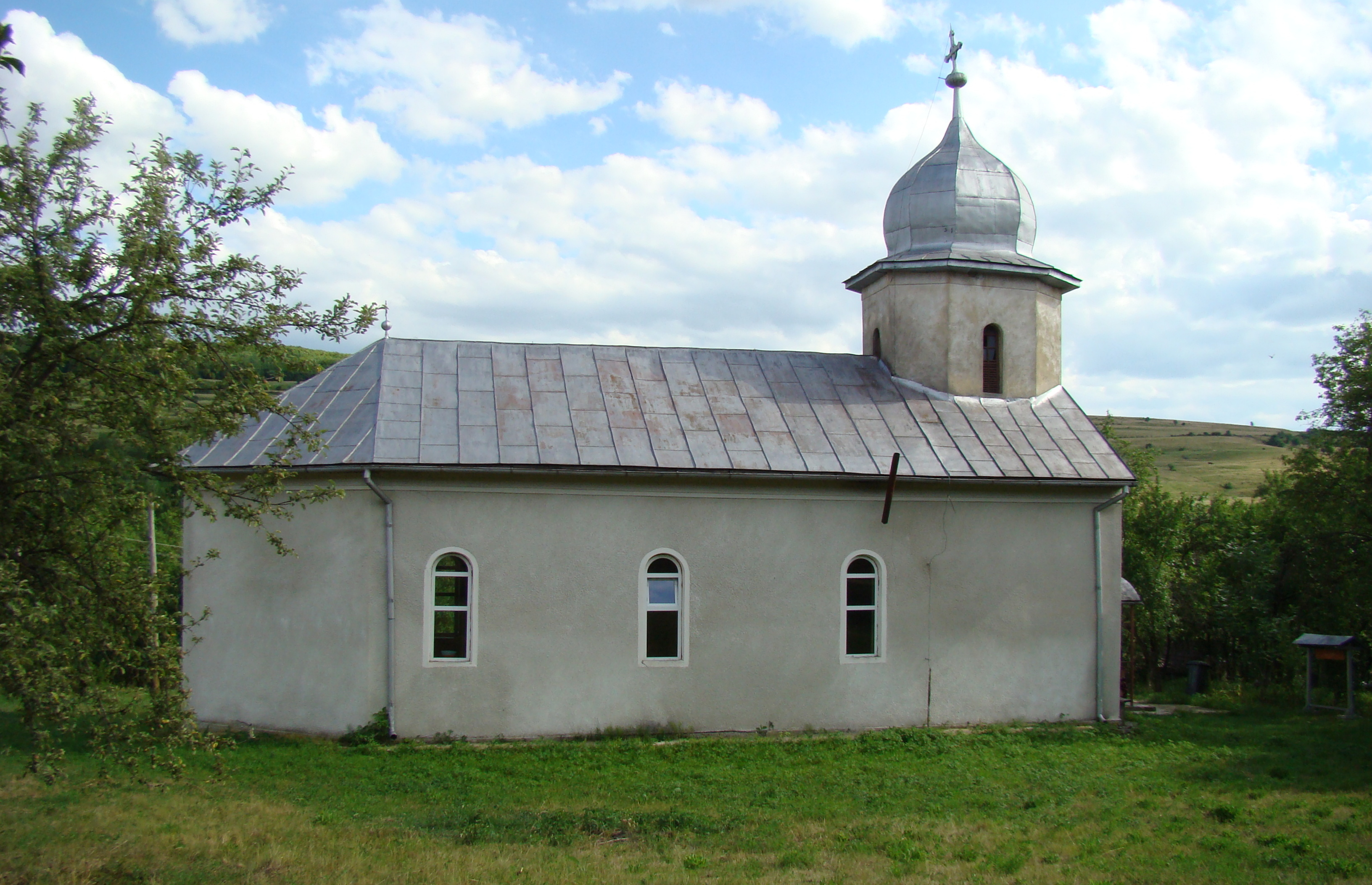
Biserica ortodoxă
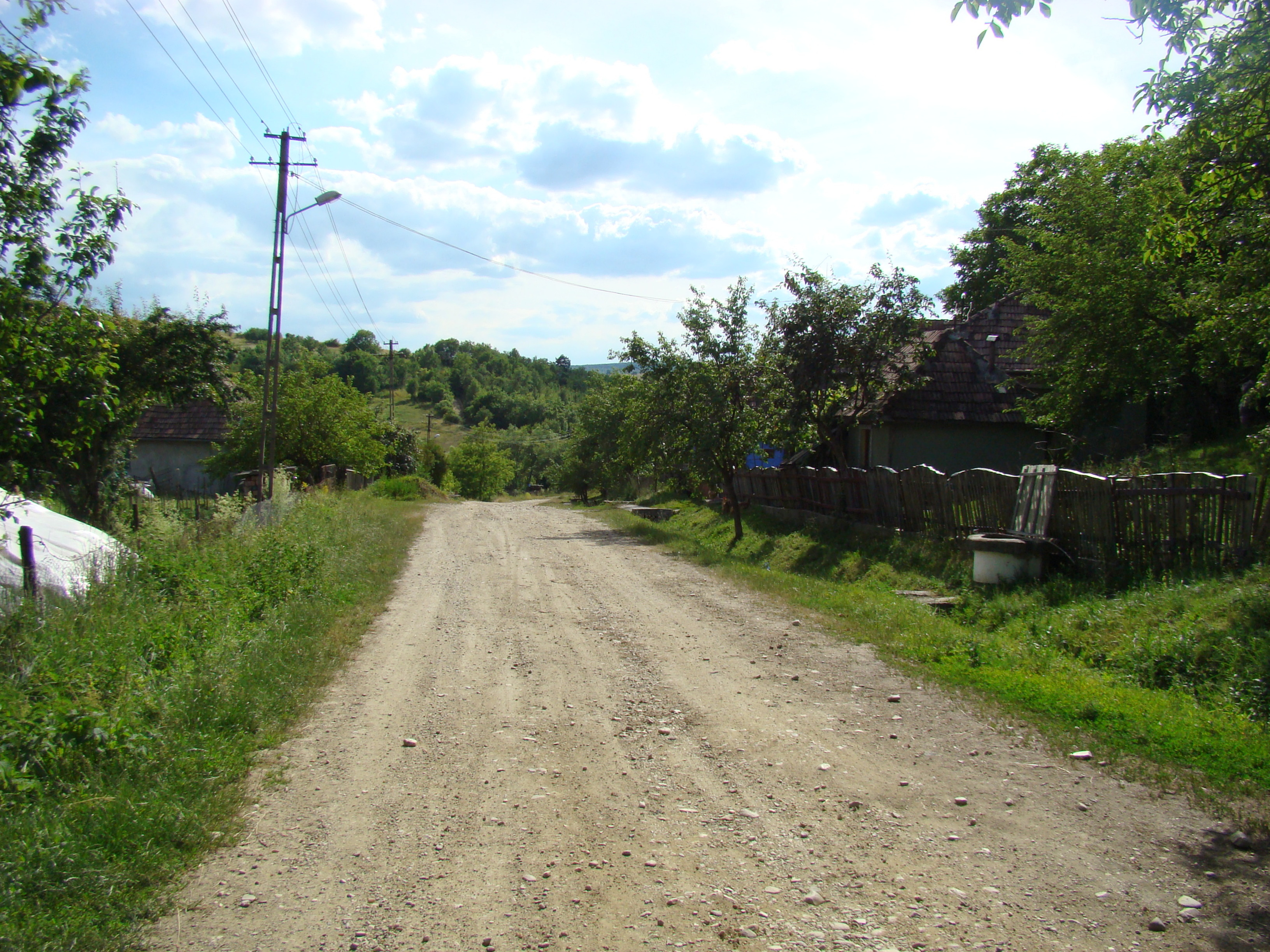
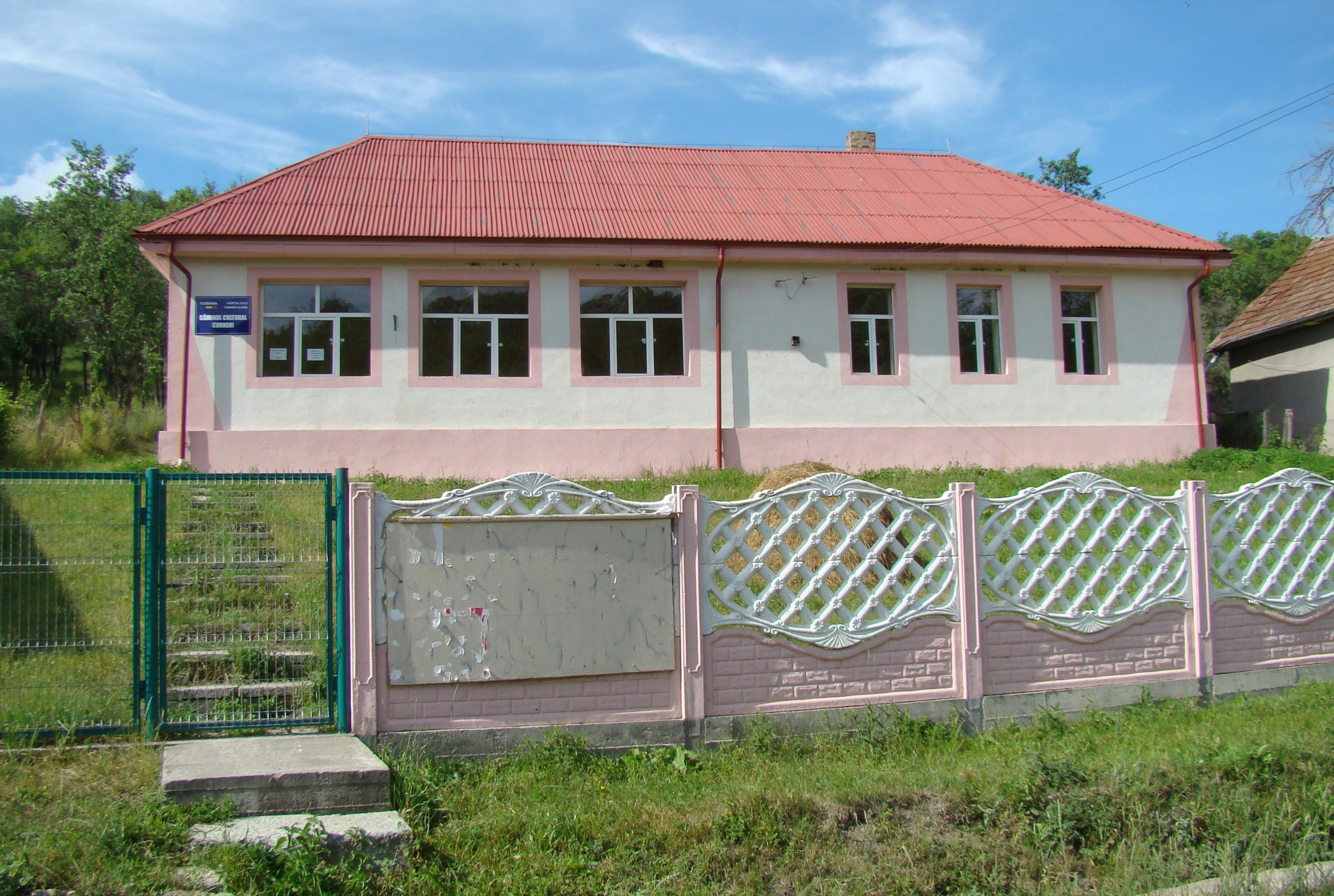
Căminul cultural
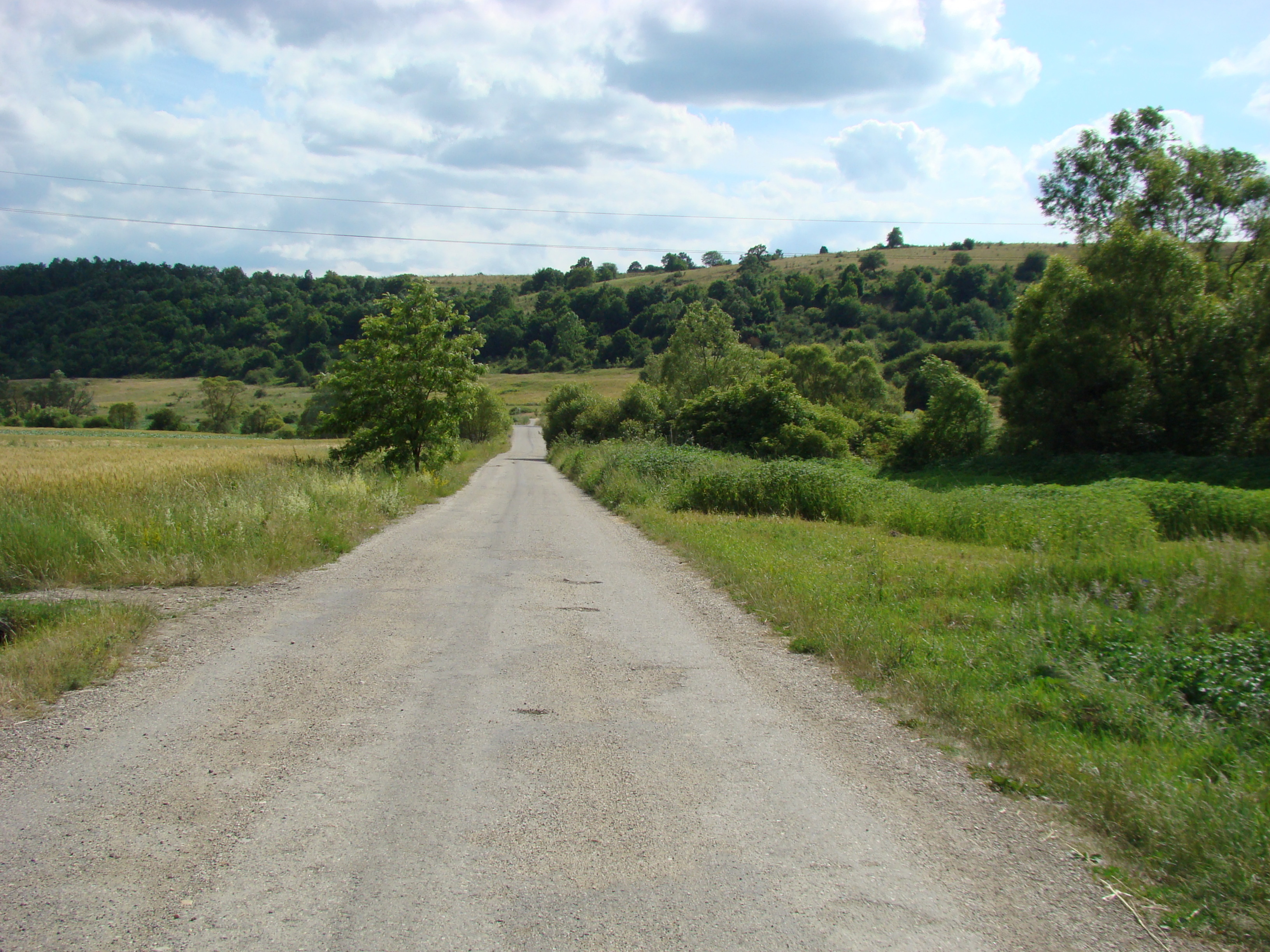
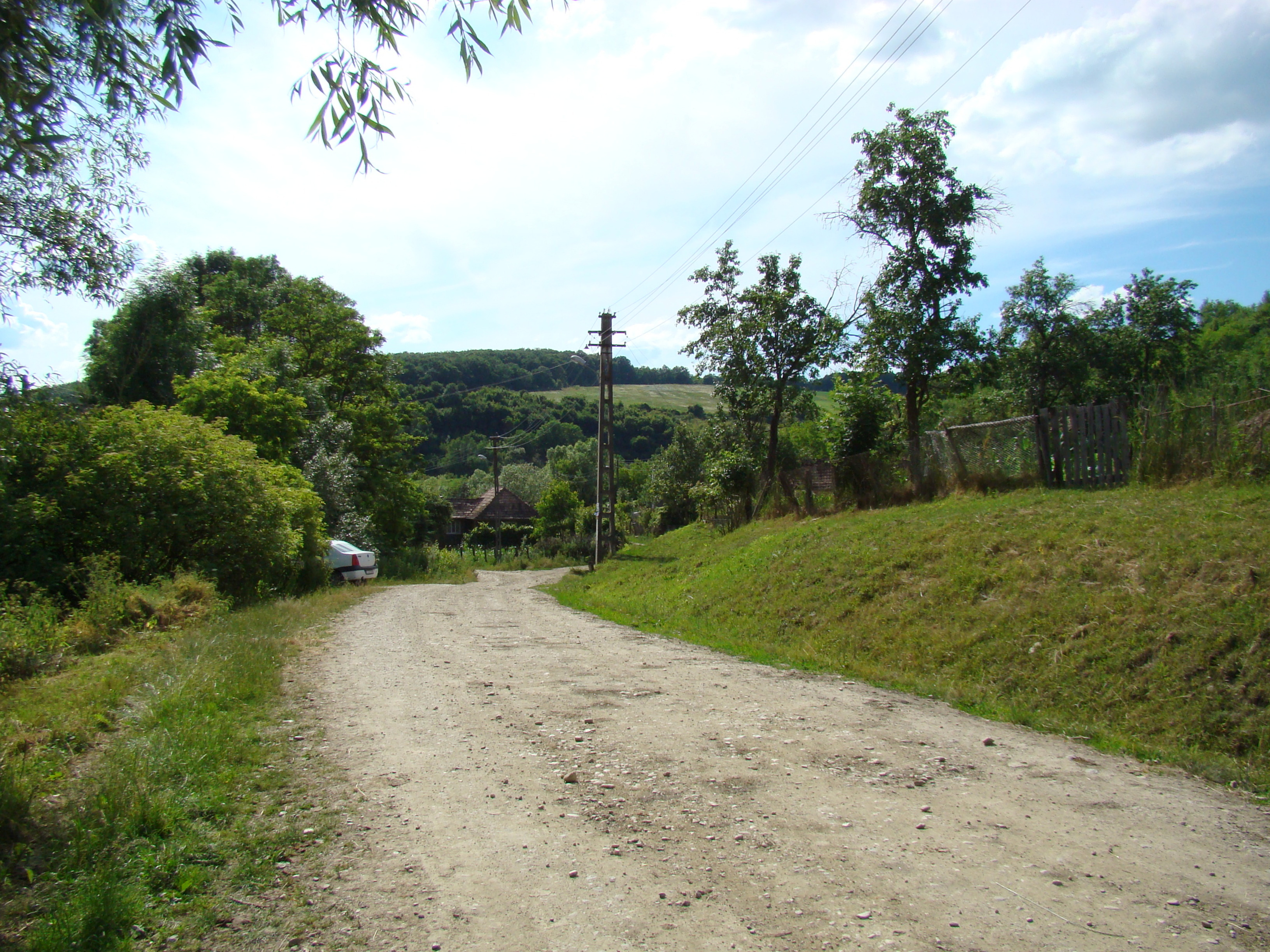